# 트레 존슨
트레 존슨(Tre Johnson, 본명: 리처드 얼 존슨 3세, Richard Earl "Tre" Johnson III, 2006년 3월 7일 ~ )은 미주리주 브랜슨 (미주리주)에 있는 링크 아카데미에 다니는 미국의 농구 선수이다. 텍사스에 헌신한 그는 합의된 5성급 신인 선수이자 2024년 클래스 최고의 선수 중 한 명이다.

## 어린 시절과 고등학교 경력
존슨은 텍사스 주 달라스에 거주하며 이전에 레이크하일랜즈 고등학교를 다녔다. 2학년 때 경기당 평균 23.8득점, 5.6리바운드, 2.3어시스트를 기록했다. 3학년 때 존슨과 레이크하일랜즈는 시티 오브 팜스 토너먼트에 참가하여 게임당 평균 23점을 기록했다. 시즌이 끝날 무렵, 와일드캣츠를 1968년 이후 첫 번째 주 챔피언십으로 이끌었고 뷰몬트 유나이티드 고등학교와의 주 챔피언십 경기에서 팀의 55-44 승리에서 29점을 기록했다. 존슨은 경기당 평균 21.8득점, 6.4리바운드, 2.7어시스트로 시즌을 마쳤으며 텍사스 미스터 배스킷볼(Texas Mr. Basketball)로 선정되었다. 학년이 끝난 후 미주리주 브랜슨에 있는 링크 아카데미로 전학했다. 존슨은 고학년 시절 3점슛 성공률이 거의 40%, 자유투 라인 성공률이 90.5%에 달하면서 대회당 15.5득점, 3.6어시스트, 3.3리바운드를 기록했다. 존슨은 라이온스를 26승 7패의 기록으로 이끌었다. 존슨은 4학년 때 2024 맥도널드 올아메리칸 보이스 게임에 출전하도록 선정되었다.

### 리크루트
주요 리크루트 서비스에 따르면 존슨은 합의된 5성급 신인 선수이자 2024년 클래스 최고의 선수 중 한 명이다.